# Тропічний клімат вологих лісів

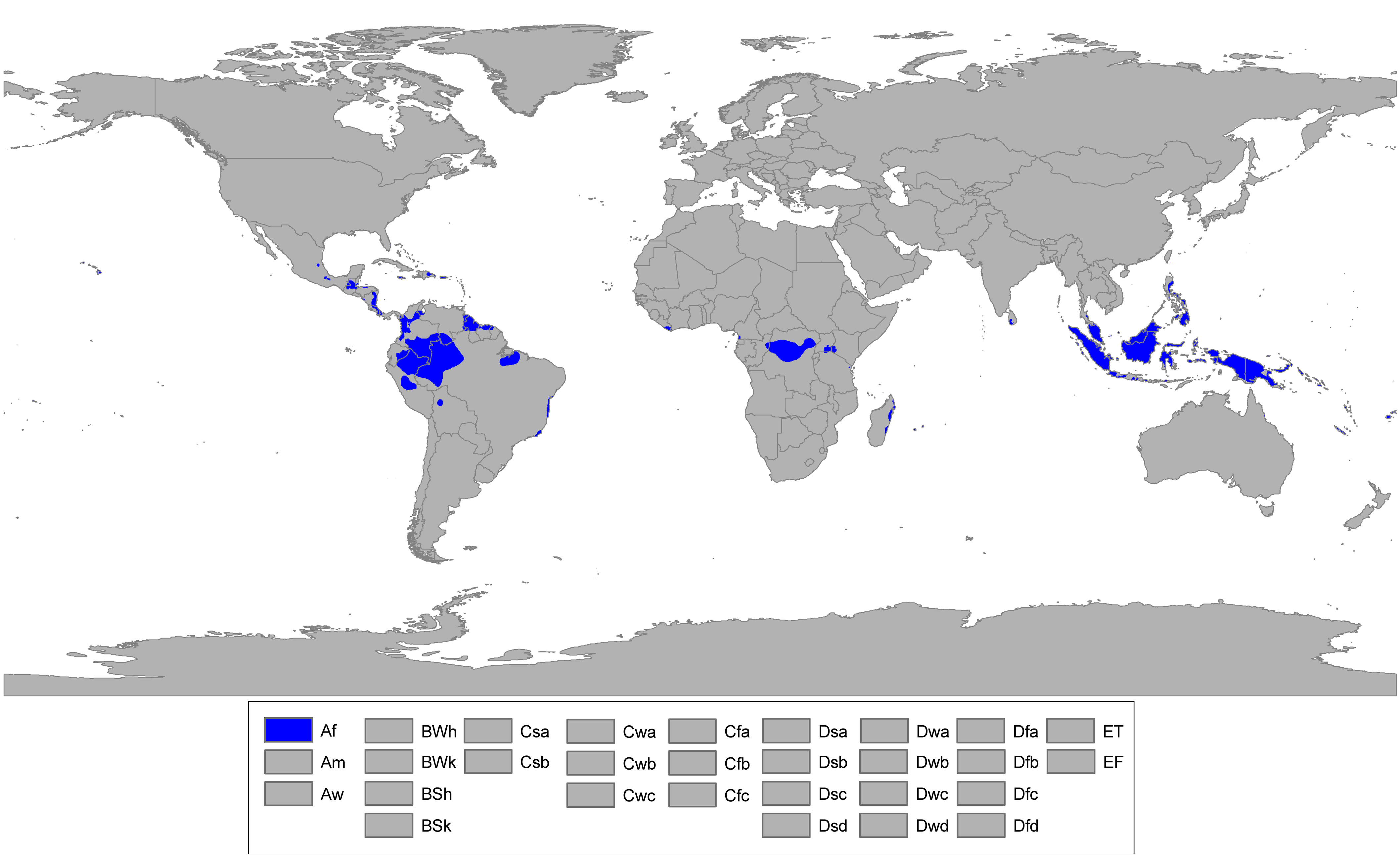
Зони екваторіального клімату (Af) на мапі світу.

Клімат вологих тропічних лісів, також відомий як екваторіальний клімат різновид тропічного, як правило (але не завжди) характерний для місцин, котрі розташовані уздовж екватору. Тут зазвичай ростуть вологі ліси, звідки й назва. Позначається Af за класифікацією Кеппена.

## Опис
Тропічні ліси — це тип клімату, де немає сухого сезону — всі місяці мають середній рівень опадів щонайменше 60 мм. У вологому тропічному кліматі також не існує яскраво виражених літа чи зими; тут, як правило, спекотно і волого протягом усього року, а опади рясні та часті. Один день в екваторіальному кліматі може бути дуже схожим на інший, тоді як різниця температур вдень і вночі може бути більшою, ніж середня різниця температур впродовж року.

## Поширення

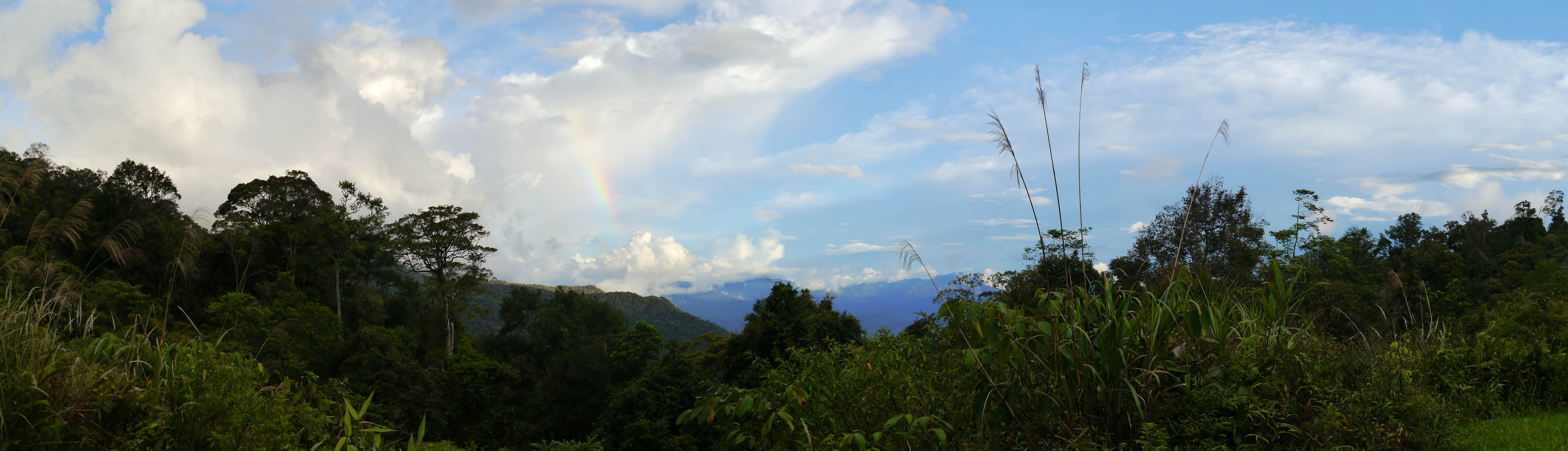
Тропічні ліси Борнео. Сабах, Малайзія

Екваторіальний клімат, як правило, наявний на екваторіальних широтах в басейнах Амазонки в Південній Америці і Конго в Африці, на півострові Малакка і на островах Південно-Східної Азії, тоді як не скрізь уздовж екватору клімат є екваторіальним (див також екваторіальна суха зона).
Деякі з місцевостей, які мають цей клімат, дійсно рівномірно зволожені протягом усього року (наприклад, північний захід тихоокеанського узбережжя Південної та Центральної Америк, з Еквадору до Коста-Рики, наприклад, Кібдо, Колумбія); але в багатьох випадках період, коли сонце високо і дні довші. помітно сухіший (напр. Палембанг, Індонезія), у той час як у період, коли сонце низько і дні коротші, може бути більше опадів (як у місті Іпох, Малайзія).
Крім цього, в той час як вологі тропічні ліси, як правило, розташовані поблизу екватора (звідси альтернативна назва «екваторіальний клімат»), є ряд випадків, коли цей клімат наявний на деякій відстані від екватора. Наприклад, Сантус, Бразилія та Форт-Лодердейл, США не тільки далекі від екватора, але насправді знаходяться в безпосередній близькості до тропіків. Проте, обидва міста мають екваторіальний клімат, хоча й з помітно прохолоднішим і теплішим періодами року.

## Міста з тропічним кліматом вологих лісів
| Африка - Вікторія, Сейшельські Острови - Ентеббе, Уганда - Мбандака, ДР Конго - Мороні, Коморські Острови Північна та Південна Америки - Белен, Бразилія - Бокас-дель-Торо, Панама - Ріо-Гранде, Пуерто-Рико - Джорджтаун, Гаяна - Ікітос, Перу - Ла-Сейба, Гондурас - Манаус, Бразилія - Медельїн, Колумбія - Парамарибо, Суринам - Сальвадор, Бразилія - Форт-Лодердейл, США - Хіло, США | Азія/Тихоокеанський регіон - Апіа, Самоа - Бандунг, Індонезія - Бандар-Сері-Бегаван, Бруней-Даруссалам - Богор, Індонезія - Давао, Філіппіни - Джорджтаун, Малайзія - Джохор-Бару, Малайзія - Іннісфейл, Австралія - Куала-Лумпур, Малайзія - Кучінг, Малайзія - Медан, Індонезія - Паданг, Індонезія - Палембанг, Індонезія - Палікір, Федеративні Штати Мікронезії - Ратнапура, Шрі-Ланка - Сінгапур - Таклобан, Філіппіни - Шрі-Джаяварденепура-Котте, Шрі-Ланка |